# 마쓰모토 류타로
마쓰모토 류타로(일본어: 松本 隆太郎, 1986년 1월 16일~)는 일본의 레슬링 선수이다. 2012년 하계 올림픽 남자 그레코로만형 페더급 동메달을 획득했으며 2010년 세계 선수권 대회에서 은메달을 획득했다.